# Stazione di Cassago-Nibionno-Bulciago
Stazione di Cassago-Nibionno-Bulciago vasútállomás Olaszországban, Lombardia régióban, Cassago Brianza településen.

## Vasútvonalak
Az állomást az alábbi vasútvonalak érintik:
- Monza–Molteno–Lecco-vasútvonal

## Kapcsolódó állomások
A vasútállomáshoz az alábbi állomások vannak a legközelebb:
- Stazione di Costa Masnaga (Stazione di Molteno, Stazione di Lecco, Monza–Molteno-vasútvonal, S7)
- Stazione di Renate-Veduggio (Stazione di Monza, stazione di Milano Porta Garibaldi superficie, Monza–Molteno-vasútvonal, S7)